# سي صغير

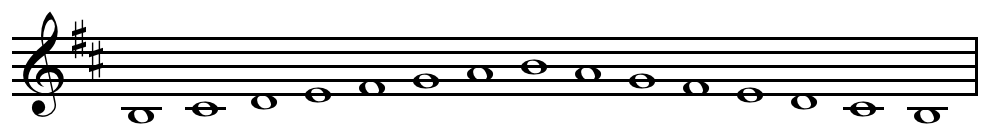
سلم دو الكبير صعوداً وهبوطاً

سي صغير هو سلم موسيقي صغير يتألف من الدرجات الموسيقية سي B، دو المرتفعة ♯C، ري D، مي E، فا المرتفعة ♯F، صول G، لا A، وينتهي بمفتاح سي B، وذلك على الترتيب التالي من اليسار إلى اليمين:
B, C♯, D, E, F♯, G, A, B
يحوي سلم سي الصغير على إشارتي رفع واحدة على الدو وواحدة على الفا. إن السلم الصغير المتناغم معه يكون عن طربق رفع اللا A إلى ♯A.
إن المفتاح الموسيقي القريب له على السلم الكبير هو ري كبير، أما المفتاح الموسيقى الموازي فهو سي كبير.